# Wayne Frederick
Wayne Alix Frederick II (Cabin John, 13 giugno 2004) è un calciatore trinidadiano, centrocampista del Colorado Rapids e della nazionale trinidadiana.

## Carriera

### Club
Ha iniziato a giocare a calcio nel Bethesda SC per poi iscriversi nel 2022 all'Università Duke dove ha giocato per due anni con la formazione locale di Duke Blue Devils. Nel SuperDraft del 2024 è stato selezionato dal Colorado Rapids ed il 17 gennaio ha firmato il suo primo contratto professionistico. Il 18 marzo ha debuttato con la squadra riserve nell'incontro di MLS Next Pro vinto 2-1 contro il St. Louis City ed ha segnato il suo primo gol il 4 aprile sempre in US Open Cup contro il Northern Colorado H.; dieci giorni dopo ha debuttato in prima squadra nella partita di MLS vinta 3-0 contro il S.J. Earthquakes.

### Nazionale
Ha debuttato con la nazionale trinidadiana il 17 dicembre 2023 in un'amichevole persa 3-1 contro l'Arabia Saudita. Il 5 giugno 2025 è stato inserito nella lista dei convocati per partecipare alla Gold Cup 2025.

## Statistiche

### Presenze e reti nei club
Statistiche aggiornate al 16 giugno 2025.
| Stagione        | Squadra           | Campionato      | Campionato | Campionato | Coppe nazionali | Coppe nazionali | Coppe nazionali | Coppe continentali | Coppe continentali | Coppe continentali | Altre coppe | Altre coppe | Altre coppe | Totale | Totale | Totale |
| Stagione        | Squadra           | Comp            | Pres       | Reti       | Comp            | Pres            | Reti            | Comp               | Pres               | Reti               | Comp        | Pres        | Reti        | Pres   | Reti   |        |
| --------------- | ----------------- | --------------- | ---------- | ---------- | --------------- | --------------- | --------------- | ------------------ | ------------------ | ------------------ | ----------- | ----------- | ----------- | ------ | ------ | ------ |
| 2024            | Colorado Rapids 2 | MNP             | 16         | 1          | USCup           | 2               | 1               | -                  | -                  | -                  | -           | -           | -           | 18     | 2      |        |
| 2025            | Colorado Rapids 2 | MNP             | 2          | 0          | -               | -               | -               | -                  | -                  | -                  | -           | -           | -           | 2      | 0      |        |
| 2024            | Colorado Rapids   | MLS             | 1          | 0          | -               | -               | -               | -                  | -                  | -                  | LC          | 1           | 0           | 2      | 0      |        |
| 2025            | Colorado Rapids   | MLS             | 9          | 0          | USCup           | 0               | 0               | CCC                | 1                  | 0                  | LC          | 0           | 0           | 10     | 0      |        |
| Totale carriera | Totale carriera   | Totale carriera | 28         | 1          |                 | 2               | 1               |                    | 1                  | 0                  |             | 1           | 0           | 32     | 2      |        |

### Cronologia presenze e reti in nazionale
| Cronologia completa delle presenze e delle reti in nazionale ― Trinidad e Tobago | Cronologia completa delle presenze e delle reti in nazionale ― Trinidad e Tobago | Cronologia completa delle presenze e delle reti in nazionale ― Trinidad e Tobago | Cronologia completa delle presenze e delle reti in nazionale ― Trinidad e Tobago | Cronologia completa delle presenze e delle reti in nazionale ― Trinidad e Tobago | Cronologia completa delle presenze e delle reti in nazionale ― Trinidad e Tobago | Cronologia completa delle presenze e delle reti in nazionale ― Trinidad e Tobago | Cronologia completa delle presenze e delle reti in nazionale ― Trinidad e Tobago |
| Data                                                                             | Città                                                                            | In casa                                                                          | Risultato                                                                        | Ospiti                                                                           | Competizione                                                                     | Reti                                                                             | Note                                                                             |
| -------------------------------------------------------------------------------- | -------------------------------------------------------------------------------- | -------------------------------------------------------------------------------- | -------------------------------------------------------------------------------- | -------------------------------------------------------------------------------- | -------------------------------------------------------------------------------- | -------------------------------------------------------------------------------- | -------------------------------------------------------------------------------- |
| 17-12-2024                                                                       | Riyadh                                                                           | Arabia Saudita                                                                   | 3 – 1                                                                            | Trinidad e Tobago                                                                | Amichevole                                                                       | -                                                                                | 60’                                                                              |
| 6-6-2025                                                                         | Port of Spain                                                                    | Trinidad e Tobago                                                                | 6 – 2                                                                            | Saint Kitts e Nevis                                                              | Qual. Mondiali 2026                                                              | -                                                                                | 87’                                                                              |
| Totale                                                                           |                                                                                  | Presenze                                                                         | 2                                                                                |                                                                                  | Reti                                                                             | 0                                                                                |                                                                                  |